# Torgelow
Torgelow település Németországban, Mecklenburg-Elő-Pomeránia tartományban. Lakosainak száma 9269 fő (2023. december 31.).

## Népesség
A település népességének változása:
| Lakosok száma | 9371 | 9349 | 9250 | 9153 | 8929 | 9307 | 9269 |
|               | 2012 | 2016 | 2017 | 2019 | 2021 | 2022 | 2023 |